# Hidropark (stacja metra)
Hidropark (ukr. Гiдропарк) – jedna ze stacji kijowskiego metra na linii Swjatoszynśko-Browarśkiej. Została otwarta 5 listopada 1965 roku, jako część rozbudowy linii do rejonu Browarskiego. Stacja znajduje się na wyspie Wenecjanskij Ostriw. Bezludna i nie wykorzystywana do zabudowy, wraz z wyspą Dołobieckij Ostriw została wykorzystana do utworzenia parku Hidropark, gdy otwarto linię do rejonu darnyckiego i nowej alei Browarnej, biegnącej równolegle do niej.